# Faccia a faccia (Heather Parisi)
 Faccia a faccia è una raccolta di  Heather Parisi, pubblicata nel 1989.

## Descrizione
Si tratta della prima raccolta ufficiale di Heather Parisi, se si esclude l'album pubblicato l'anno precedente Heather e Lorella, condiviso con la soubrette Lorella Cuccarini, il quale conteneva brani di entrambe.
La raccolta viene pubblicata a compimento del decennale di carriera per la Parisi, in concomitanza della sua partecipazione al programma di Rai 1 Stasera Lino, al fianco di Lino Banfi.
Il disco raccoglie i maggiori successi televisivi più recenti escludendo però le prime hit della cantante come Disco bambina, Cicale e Ti rockerò, già presenti nella raccolta precedente.
L'album contiene anche il brano Ciao Ciao, pubblicato su 45 giri solo per il mercato tedesco, e una versione del brano Sorridi inclusa nell'album del 1984 Ginnastica fantastica, ma privo delle istruzioni di aerobica incluse nella versione originale.
Il disco è stato pubblicato in un'unica edizione, in formato LP ed MC su etichetta Polydor, con numero di catalogo 839 170-1, e non è mai stato pubblicato in digitale o per le piattaforme streaming.

## Tracce
1. Faccia a faccia
2. Ceralacca
3. Raghjayda
4. Teleblù
5. Feelings come and go
6. Crilù
7. Dolceamaro
8. Ciao Ciao
9. All'ultimo respiro
10. Sorridi